# Andrew Braybrook
Andrew Braybrook (* 1960) ist ein britischer Software-Entwickler. Er hat als Entwickler früher Computerspiele-Hits für den C64 von Commodore Meilensteine gesetzt. Zu seinen wichtigsten Werken gehören Paradroid und Uridium. Nach dem Konkurs seines langjährigen Arbeitgebers Graftgold verließ Andrew Braybrook die Szene und arbeitet seitdem als Senior Software Developer für eine große Versicherungsgesellschaft.

## Spiele
- Gribbly's Day Out (C64, 1985)
- Paradroid (C64, 1985)
- Uridium (C64, 1986)
- Alleykat (C64, 1986)
- Morpheus (C64, 1987)
- Intensity (C64, 1988)
- Rainbow Islands (Amiga, Atari ST, 1990)
- Paradroid 90 (Amiga, Atari ST, 1990)
- Realms (Amiga, Atari ST, 1991)
- Fire and Ice (Amiga, Atari ST, 1992)
- Uridium 2 (Amiga, 1993)